# Budhathum
Budhathum (nep. बुढाथुम) – gaun wikas samiti w środkowej części Nepalu w strefie Bagmati w dystrykcie Dhading. Według nepalskiego spisu powszechnego z 2001 roku liczył on 844 gospodarstw domowych i 4575 mieszkańców (2391 kobiet i 2184 mężczyzn).